# El Baúl (Venezuela)
Pour les articles homonymes, voir El Baul.
El Baúl est une ville de l'État de Cojedes au Venezuela, capitale de la paroisse civile d'El Baúl et chef-lieu de la municipalité de Girardot.

## Histoire
La ville est fondée le 1er mai 1744 par le père José Villanueva, sous le nom de San Miguel Arcángel del río Tinacón.

## Sources
- (es) Cet article est partiellement ou en totalité issu de l’article de Wikipédia en espagnol intitulé « El Baúl » (voir la liste des auteurs).